# Gouvernement Ould Bilal I
Pour les articles homonymes, voir gouvernement Mohamed Ould Bilal.
Voici les membres du gouvernement de Mohamed Ould Bilal, formé le 8 août 2020, ayant dirigé jusqu'au 29 mars 2022 :  

## Composition
| Titulaire                                       | Poste |
| ----------------------------------------------- | --- |
| Mohamed Ould Bilal                              | Premier ministre |
| Mohamed Mahmoud Ould Cheikh Abdoullah Ould Boya | Ministre de la Justice |
| Ismail Ould Cheikh Ahmed                        | Ministre des Affaires étrangères, de la Coopération et des Mauritaniens à l'étranger                                                                       |
| Hanenna Ould Sidi                               | Ministre de la Défense nationale |
| Mohamed Salem Ould Merzoug                      | Ministre de l'Intérieur et de la Décentralisation |
| Ousmane Mamoudou Kane                           | Ministre de l'Économie, de l'Industrie et de la Promotion des secteurs productifs                                                                          |
| Mohamed Lemine Ould Dhéhbi                      | Ministre des Finances |
| Dah Ould Sidi Ould Amar Taleb                   | Ministre des Affaires islamiques et de l'Enseignement originel                                                                                             |
| Aïnina Ould Eyih                                | Ministre de l'Éducation nationale, de la Formation technique et de la Réforme                                                                              |
| Abdessalem Ould Mohamed Saleh                   | Ministre du Pétrole, des Mines et de l'Energie |
| Camara Mohamed Saloum                           | Ministre de la Fonction publique, du Travail et de la Modernisation de l'administration                                                                    |
| Nédhirou Ould Ahmed                             | Ministre de la Santé |
| Abdel Aziz Ould Dahi                            | Ministre de la Pêche et de l'Économie maritime |
| Naha Mint Mouknass                              | Ministre du Commerce, de l'Industrie et du Tourisme |
| Khadijettou Mint Bouka                          | Ministre de l'Habitat, de l'Urbanisme et de l'Aménagement du Territoire                                                                                    |
| Dy Ould Zein                                    | Ministre du Développement rural |
| Mohamedou Ould M'Haïmid                         | Ministre de l'Équipement et des Transports |
| Sidi Ahmed Ould Ahmed                           | Ministre de l'Hydraulique et de l'Assainissement |
| Sidi Ould Salem                                 | Ministre de l'Enseignement supérieur, de la Recherche scientifique, des Technologies de l'information et de la Communication, porte-parole du gouvernement |
| Lemrabott Ould Bennahi                          | Ministre de la Culture, de l'Artisanat et des Relations avec le Parlement                                                                                  |
| Taleb Ould Sid'Ahmed                            | Ministre de l'Emploi, de la Jeunesse et des Sports |
| Naha Mint Haroune Ould Cheikh Sidiya            | Ministre des Affaires sociales, de l'Enfance et de la Famille                                                                                              |
| Mariem Bekaye                                   | Ministre de l'Environnement et du Développement durable |
| Ahmedou Tdjane Thiam                            | Ministre secrétaire général du gouvernement |